# Hans Scherenberg
Hans Scherenberg, född den 28 oktober 1910 i Dresden, död den 17 november 2000 i Stuttgart, är en tysk ingenjör och bilkonstruktör.
Scherenberg anställdes av Daimler-Benz AG som utvecklingsingenjör på motorsidan 1935. Han arbetade bland annat med direktinsprutningen på flygmotorn DB 601.  
Efter andra världskriget arbetade Scherenberg på en konstruktionsbyrå innan han anställdes av fordonstillverkaren Gutbrod. Här utvecklade han en direktinsprutad tvåtaktsmotor till småbilen Gutbrod Superior.
1952 återvände Scherenberg till Daimler-Benz som chefskonstruktör för personbilsavdelningen. 1965 efterträdde han Fritz Nallinger som chefskonstruktör för hela företaget, en post som han innehade fram till sin pensionering 1977.